# Weißbrauenweihe

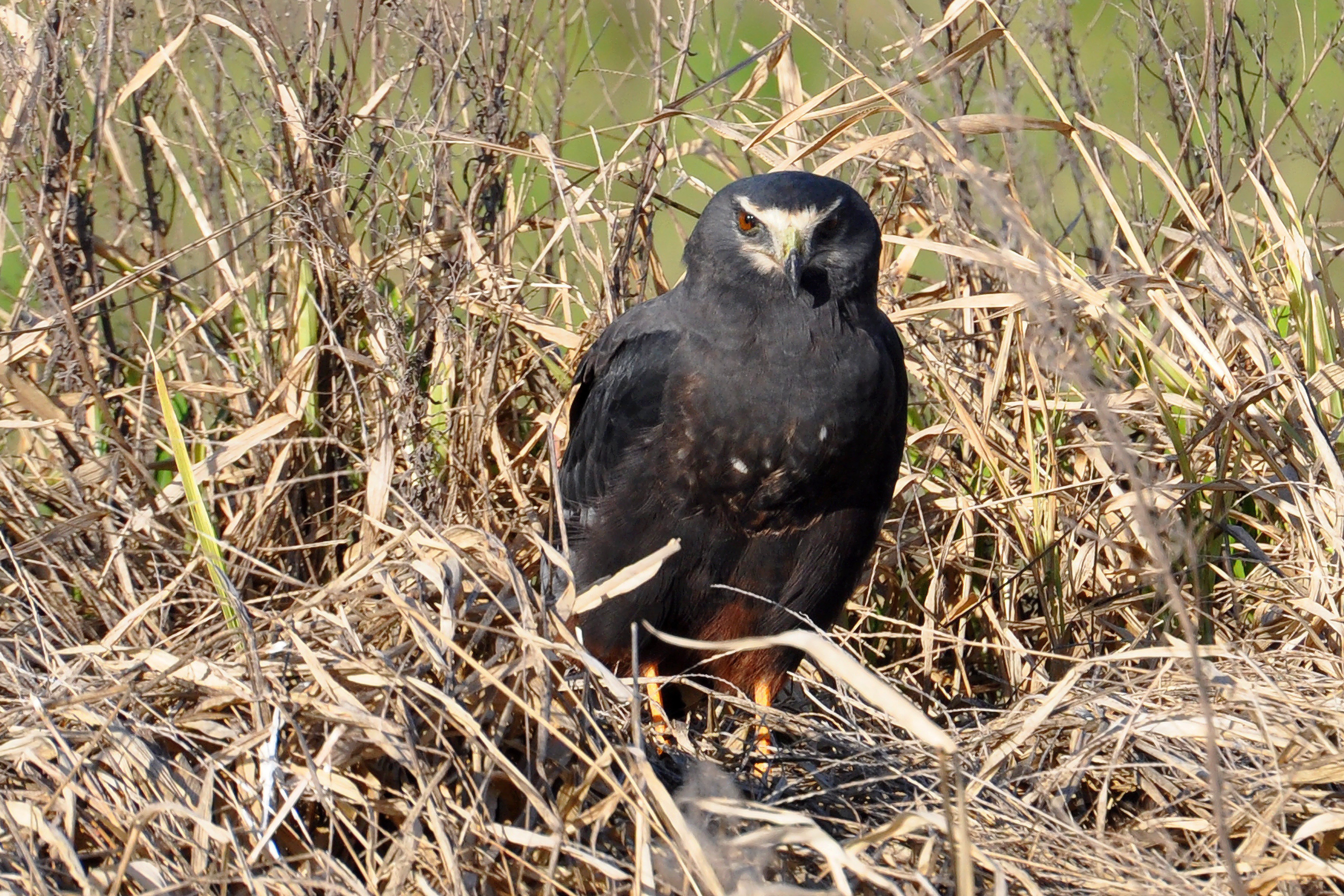
Weibchen, dunkle Farbmorphe

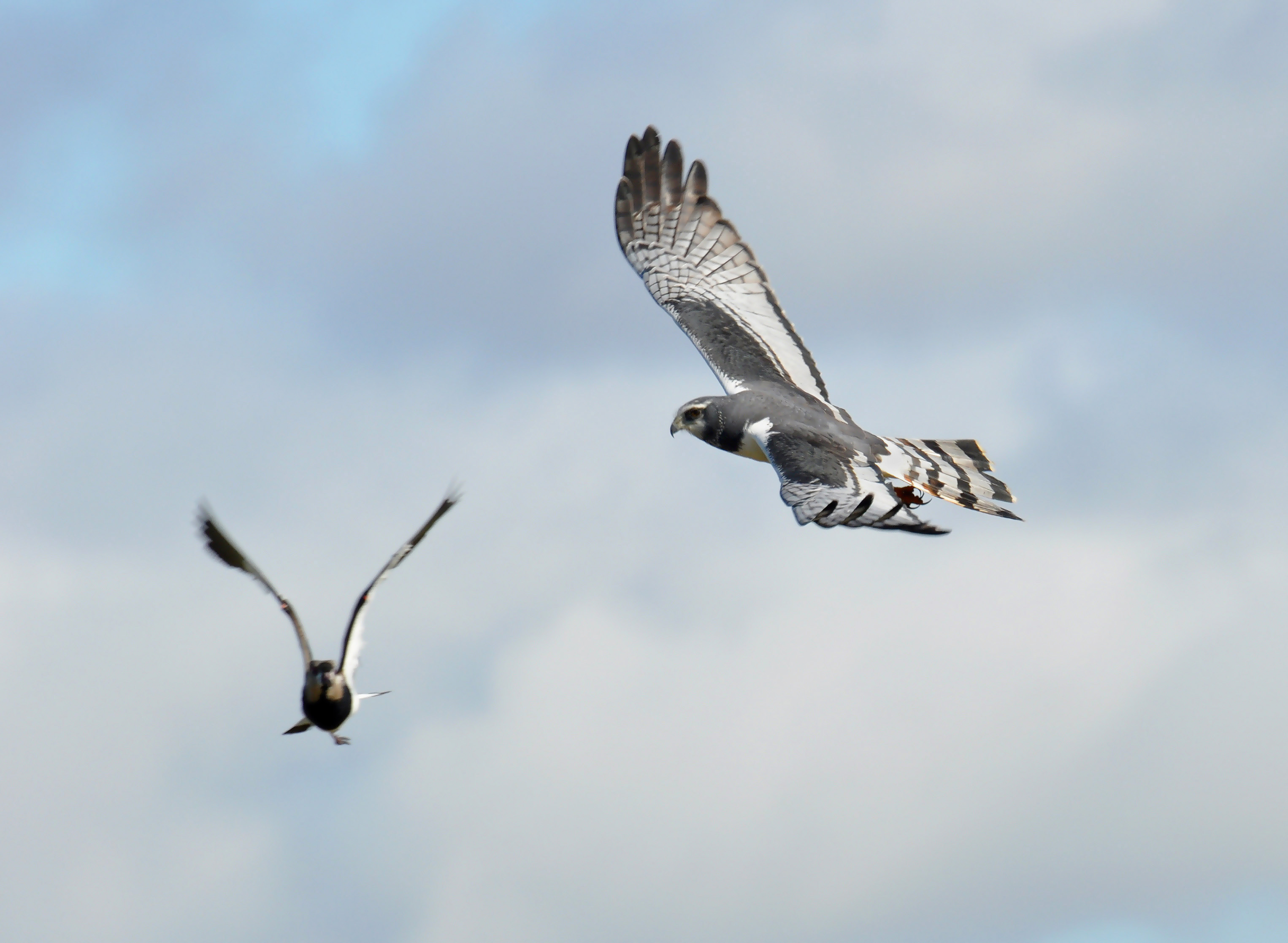
Rechts eine Weißbrauenweihe, helle Farbmorphe und links ein Bronzekiebitz

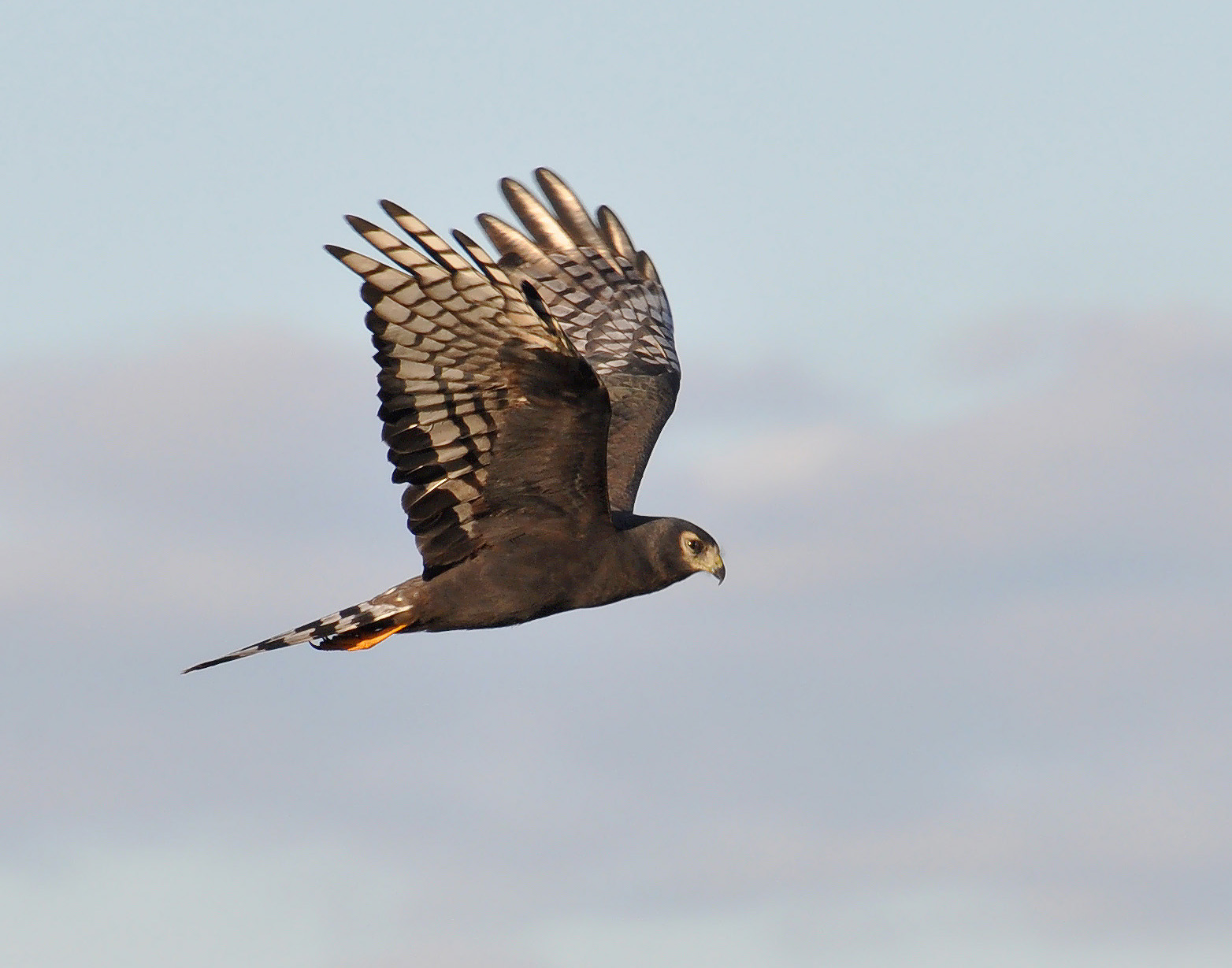
Dunkle Morphe der Weißbrauenweihe im Flug

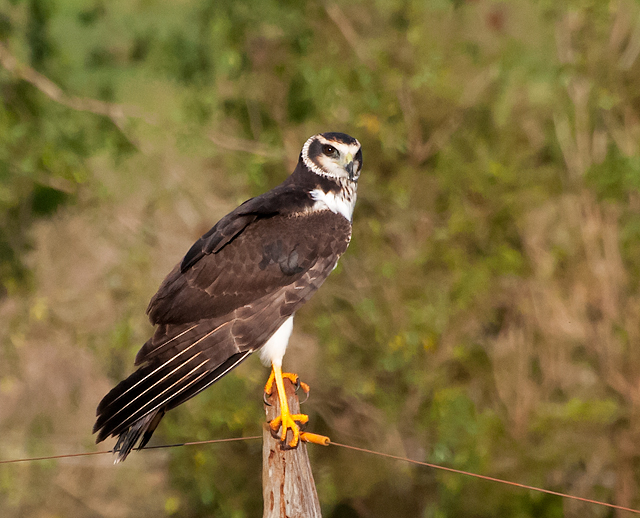
Weißbrauenweihe

Die Weißbrauenweihe (Circus buffoni) ist eine Art der Weihen, die in Südamerika weit verbreitet ist.
Die Bestandssituation der Weißbrauenweihe wird von der IUCN mit ungefährdet (least concern) angegeben. Es werden keine Unterarten unterschieden, es kommen jedoch zwei Farbmorphen vor.

## Erscheinungsbild

### Maße und unbefiederte Körperpartien
Die Weißbrauenweihe erreicht eine Körperlänge von 46 bis 60 Zentimeter, wovon 24,5 bis 26 Zentimeter auf den Schwanz entfallen. Die Flügel haben eine Länge von 37 bis 48 Zentimeter. Die Flügelspannweite beträgt 119 bis 155 Zentimeter. Das Gewicht liegt bei den Männchen zwischen 390 und 464 Gramm, die Weibchen wiegen zwischen 400 und 645 Gramm. Die Augen adulter Männchen sind gelb, die der adulten Weibchen dagegen rötlich braun. Der Schnabel ist blaugrau. Die Beine und Füße sind blassgelb bis orangegelb. Es besteht ein auffälliger Geschlechtsdimorphismus.

### Helle Farbmorphe
Die Männchen der hellen Farbmorphe sind auf der Körperoberseite und der Brust dunkel schiefergrau. Die Stirn, die Überaugenstreifen, die vorderen Wangen und die Kehle sind weiß. Die Augen sind von einem schwarzen Federring eingefasst, weiße Federstriche betonen noch die dunkle Gesichtsscheibe. Die Flügeldecken und der Schwanz sind überwiegend silbergrau mit weißen Federspitzen am Schwanzgefieder und schwarzen Querbändern auf dem übrigen Gefieder. Die Brust und der Bauch sind weiß mit einzelnen kleinen schwarzen Flecken.
Die Weibchen haben ein ähnliches Gefieder, die schiefergrauen Partien sind jedoch etwas bräunlicher.

### Dunkle Farbmorphe
Bei den dunklen Farbmorphen ist das Gefieder überwiegend rußschwarz bis dunkel kastanienbraun. Einzelne Individuen sind auf der Körperunterseite etwas bräunlicher. Bei diesen sind die Schenkel und gelegentlich auch die Bürzel intensiver kastanienbraun. Auch bei dieser Farbmorphe ist das Schwanzgefieder silbergrau.

## Verbreitungsgebiet

Das Verbreitungsgebiet der Weißbrauenweihe
Sommer-Brutvogel
Stand-Brutvogel
Gastvogel

Die Weißbrauenweihe kommt von Kolumbien bis nach Guyana und Französisch-Guyana sowie Trinidad vor. In südlicher Richtung erstreckt sich das Verbreitungsgebiet bis nach Brasilien und Paraguay sowie Uruguay und dem Norden und das Landesinnere von Argentinien. Nichtbrütende Weißbrauenweihen kommen auch in Bolivien und dem Osten von Panama vor. Das Zugverhalten der Weißbrauenweihe variiert mit dem Verbreitungsgebiet. In Teilen des Verbreitungsgebietes, wie beispielsweise in Surinam, sind sie Zugvögel und im gesamten Norden des Verbreitungsgebietes nehmen im südamerikanischen Winter (April bis September) die Bestandszahlen zu. Teile der argentinischen Populationen sind Standvögel, andere wandern im Herbst bis nach Tierra de Fuego.
Der Lebensraum der Weißbrauenweihe sind ausgedehnte Marschen und kleine Lagunen mit ausgedehnter Ufervegetation, aber auch Reisfelder, nasses Grasland sowie offene Agrarflächen. Die Höhenverbreitung reicht von der Tiefebene bis in Höhenlagen von 1000 Metern. Der größte Teil der Population lebt allerdings in Höhenlagen unterhalb von 700 Metern.

## Lebensweise
Die Weißbrauenweihe lebt gewöhnlich einzelgängerisch oder paarweise. In Regionen, in denen die Bestandszahlen jedoch hoch sind, sind gelegentlich vier bis sechs Individuen gleichzeitig in der Luft zu beobachten. Sie nisten in diesen Regionen häufiger auch in größerer Nähe, der Nestabstand beträgt mitunter nur 100 Meter.
Die Nahrung besteht überwiegend aus Fröschen, kleinen Säugetieren wie Meerschweinchen und an Wasser gebundene Vögel, wie beispielsweise Sumpfhühner und Blässhühner. Sie fressen außerdem Eier und Eidechsen. Sie stellen gelegentlich auch in Reiherkolonien gezielt Eier und Jungvögel nach. Ihre Beutetiere finden sie gewöhnlich in einem niedrigen Suchflug. Die Flughöhe beträgt häufig weniger als 3 Meter.

## Fortpflanzung
Die Fortpflanzungszeit fällt im Landesinneren von Argentinien in die Monate September bis Januar. Futterübergaben vom Männchen an das brütende oder hudernde Weibchen, die wie bei vielen Weihen in der Luft erfolgt, werden auf Surinam in den Monaten Dezember bis Januar beobachtet.
Das Nest ist eine Plattform aus Schilf und Gräsern mit einem Durchmesser von 40 bis 65 Zentimeter. Die Höhe der Plattform ist abhängig vom Standort. Im trockenen Grasland ist die Plattform häufig nur 10 bis 30 Zentimeter hoch. In Schilfgürteln kann die Plattform dagegen bis zu drei Meter hoch sein. Typisch sind Gelege mit drei oder vier Eiern. Die Brutzeit und die Nestlingszeit sind bislang nicht bekannt.

## Etymologie und Forschungsgeschichte
Die Erstbeschreibung der Weißbrauenweihe erfolgte 1788 durch Johann Friedrich Gmelin unter dem Namen Falco Buffoni. Als Verbreitungsgebiet gab er Cayenne an. 1799 führte Bernard Germain Lacépède die neue Gattung Circus ein. Der Name stammt vom griechischen Wort κιρκος circos steht für einen „teilweise mystischen Greifvogel“. Der Artname buffoni ist Georges-Louis Leclerc de Buffon gewidmet. Alfred Laubmann hatte für sein Werk Die Vögel von Paraguay keinen Balg zur Verfügung. In der Literatur fand er mit Gavilame de Estero  del chorreado und Gavilane del campo del alilargo von Félix de Azara, bei Monte Sociedad durch Arnaldo de Winkelried Bertoni und in Puerto Pinasco im Departamento Presidente Hayes durch Alexander Wetmore Nachweise für das Land. Aquila maculosa Vieillot, 1807 wird heute als Synonym zur Nominatform betrachtet. Ebenso gelten Falco gularis Temminck, 1820 und  Falco palustris Wied-Neuwied, 1820 heute als Synonyme. Circus brasilensis Gmelin, JF, 1788 galt lange als Typusexemplar, doch wird der Namen heute als Nomen dubium betrachtet.